# Магнус, Гуго
Гуго Ма́гнус (нем. Hugo Magnus; 31 мая 1842—15 апреля 1907) — немецкий офтальмолог.

## Биография
Гуго Магнус прожил всю жизнь в Бреслау. Медицинское образование получил в Бреславльском университете, где в 1867 году защитил докторскую диссертацию, а с 1873 года стал приват-доцентом, а с 1883 — экстраординарным профессором на кафедре глазных болезней. Магнус занимался исследованиями в области восприятия цветов и связанных с ним нарушений и написал двухтомный учебник по глазным травмам. Магнус также занимался историей медицины и сотрудничал в этой теме с Карлом Зудгофом, известным в то время историком медицины.

## Интересные факты
В 1870-х годах Магнус включился в известную дискуссию о том, различали ли древние греки цвета (в первую очередь зеленый и синий). Он предложил гипотезу, по которой "за минувшие века структура человеческого глаза претерпела существенные изменения; следовательно, зрительный аппарат древних греков был недостаточно совершенным, чтобы четко различать цвета". "Работы Магнуса имели большой резонанс, они вызывали горячие споры вплоть до Первой мировой войны и даже в более позднее время. Некоторые подхватывали и развивали теории австрийского ученого, другие нещадно критиковали их. Кто-то занял промежуточную позицию, отвергая эволюционистские теории, но соглашаясь с тем, что у древних греков могла быть некая аномалия восприятия зеленого и синего"

## Труды
- Die Albuminurie in ihren ophthalmoskopischen Erscheinungen" (Лпц., 1873);
- Sehnervenblutungen (Лейпц., 1874);
- Die Bedeutung des farbigen Lichtes etc. (1875);
- Geschichte des grauen Staars (1876);
- Die geschichtliche Entwickelung des Farbensinnes (1877);
- Die Farbenblindheit (1878);
- Leitfaden für Begutachtung u. Berechnung von Unfallsbeschädigungen des Auges (1894);
- Die Einäugigkeit in ihren Beziehungen zur Erwerbsfähigkeit (1895);
- Die Untersuchung der optischen Dienstfähigkeit des Eisenbahn-Personals (1898);
- Augenärztliche Unterrichts-Tafeln für d. akademischen und Selbstunterricht (1892—1899).